# Digi Communications
Digi Communications – rumuński holding telekomunikacyjny, funkcjonujący w Rumunii, na Węgrzech, w Hiszpanii oraz we Włoszech.
Przedsiębiorstwo zostało założone w 1992 roku.
Pod koniec 2004 roku uruchomiono platformę telewizji satelitarnej Digi TV.